# Mtispiri
Mtispiri (en georgiano: მთისპირი) es un pueblo de Georgia ubicado en el centro de la región de Guria, siendo parte del municipio de Ozurgueti.

## Geografía
Mtispiri se encuentra a orillas del río Bajvitskali en las estribaciones de la cordillera de Mesjetia, a 17 km de Ozurgueti.

## Historia
Mtispiri es uno de los pueblos más antiguos de la actual Georgia, pues se ha confirmado que aquí hubo un asentamiento hace 2000-3000 años. La carretera más cómoda que conecta Guria con la Alta Ayaria discurría por la ladera de la montaña, donde también se producía el comercio de esclavos.
El 9 de abril de 1819, un gran destacamento bajo el mando de Ajmed-Beg Jimshiashvili atacó esta parte de la montaña. Después de que se detuvo el comercio de esclavos, los ayarios utilizaron este camino para traer y vender ganado, productos lácteos y uvas a Guria.
En 1874, había dos iglesias en el pueblo: una era una iglesia de madera con cúpula y una iglesia de piedra, que era la iglesia ancestral de Intskirveli. A principios de la década de 1930, se construyó el edificio de la escuela de cuatro años del pueblo con los tablones de la iglesia.
Desde 1943, las autoridades soviéticas se interesaron por el yacimiento de arcilla del pueblo y comenzó su explotación. La empresa funcionó desde 1952 y como pronto la demanda de arcillas aumentó, se construyó una planta procesadora de arcilla en Ozurgueti en 1959.
En 1996 fue comprada por la empresa griega Silver and Mining Company. La reserva del yacimiento de ascanita ascendía inicialmente a 10 millones de toneladas y hoy son 4.800 millones. En 1982 se produjo un corrimiento de tierra en una de las alas de la cantera y en 1986, se descubrieron otros minerales útiles (tractitas), pero que no se extraen. Desde 2010, la empresa "Mtispiri 2010" también extrae minerales de aquí.

## Demografía
La evolución demográfica de Mtispiri entre 1908 y 2014 fue la siguiente:
| 134                                             | 262 | 238 |
| (Fuente: Population of Georgia in Soviet times) |     |     |

Según el censo de 2014, los georgianos constituían el 100% de la población.En el pueblo viven principalmente gurianos y ayarios (unas 80 familias son ayarios musulmanes).

## Infraestructura

### Arquitectura, monumentos y lugares de interés
En Mtispiri se encuentra la fortaleza de Askana, del siglo XI y en uso hasta el siglo XIX, y una iglesia de finales de la Edad Media pero cuya primera versión data del siglo VI.

### Educación
Mtispiri tiene una escuela pública para los grados 1 a 12, donde asisten a clases alumnos de Mtispiri y de los pueblos circundantes.